# Абдул Гамід (хокеїст на траві)
Абдул Гамід (7 січня 1927 — 12 липня 2019) — пакистанський хокеїст на траві.
Олімпійський чемпіон 1960 року, срібний призер 1956 року, учасник 1948, 1952 років. Переможець Азійських ігор 1958 року.
Брат олімпійського чемпіона з хокею на траві Абдула Рашида.